# オカザキシュン
オカザキ シュン（4月28日生まれ、女性）は、日本の作曲家・編曲家。小池雅也と4-EVER、新堂真弓とunMOMENTを結成。音大在学中、当時UNDER17の小池雅也に会い、アニメ、ゲーム関係の楽曲を製作するようになる。楽曲活動は4-EVERを参照。
| スタブアイコン | サブスタブ | この項目は、まだ閲覧者の調べものの参照としては役立たない、音楽関係者（バンド等）に関連した書きかけの項目です。この項目を加筆・訂正などしてくださる協力者を求めています（P:音楽/PJ:芸能人）。 |